# D-Shake
D-Shake was het houseproject van de Rotterdamse muziekproducent Aad de Mooy.
Zijn single Yaaah, die in 1990 door Go Bang! Records werd uitgebracht, werd wereldwijd 200.000 keer verkocht en behaalde de 24ste plaats in de Nationale Top 100. In België behaalde de plaat de 47ste plaats. De single behaalde in 2010 de 97ste plaats in de House Top 1000 aller tijden van Fresh FM. Ook de B-kant, Techno Trance werd een clubhit, werd in 2008 opgenomen in een compilatie-album van Turn Up the Bass en in 2016 geremixt door Carl Cox. Na de hitnotering van Yaaah behaalden in 1991 twee singles van D-Shake de Top 100: My Heart The Beat / Dance The Night Away (plaats 26) en Interstellar Overdrive (plaats 73). Daarna maakte De Mooy muziek onder diverse pseudoniemen. Hij richtte in 1998 met twee Amerikaanse dj's de discogroep Flygang op. Vanaf dat jaar werkt hij onder het alias Alex Cortiz.